# 趙顕

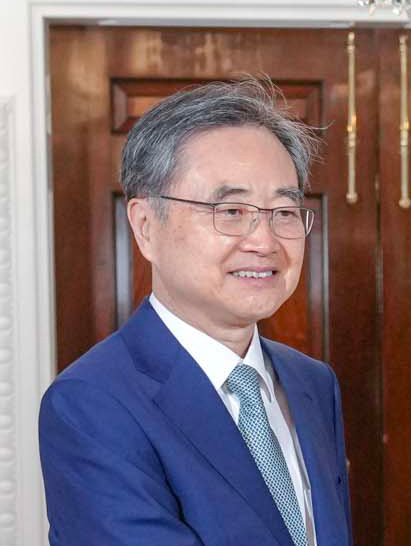
2025年

趙 顕（チョ・ヒョン、1957年 - ）は、大韓民国の外交官。全羅北道金堤出身。1980年、延世大学校政治外交学科卒。コロンビア大学国際関係学修士、パリ政治大学国際政治学修士、トゥールーズ大学政治学博士。外交官試験を受けて外交部に入り、職業外交官として多国間外交調整官、在オーストリア大使、在インド大使、外交部第二次官などを歴任。2018年9月27日、外交部第一次官であった林聖男の辞任に伴い、第二次官から第一次官へ昇格。後任の第二次官は李泰鎬。
2019年5月23日に第一次官を退任。後任者は、日本通とされる趙世暎。
2025年6月23日、李在明大統領により外交部長官に指名された。7月、就任した。

## 日本に関係する業務
- 2018年10月25日 - 訪日して秋葉剛男外務次官と会談。慰安婦問題日韓合意に基づき設立した和解・癒やし財団を解散する意向を伝えた[5]。
- 2018年11月8日 - 韓国国会外交統一委員会に出席。徴用工問題に日本政府が反発していることについて、「日本側の非難に対して厳重に抗議し、批判の意思を伝えた」と答弁した[6]。
- 2019年1月25日 - 長嶺安政 駐韓日本大使を韓国外交部に呼び、（韓国海軍レーダー照射問題に端を発する）日本の哨戒機の低空接近飛行問題について遺憾の意を表明した[7]。
- 2019年2月15日 - 韓国国会で開かれた共に民主党の会議に出席。李海瓚党代表が、アメリカ合衆国を訪問した際に、アメリカ側が日韓関係を懸念している印象を受けたことに言及すると、趙顕は「日本がさまざまな形で自分たちの立場を歪曲して話している。それに積極的にきちんと対応しなければならない。」との自らの考えを示した[8]。

## 中国に関係する業務
- 2019年1月18日 - 韓国を訪問中の孔鉉佑中国外務次官（兼朝鮮半島問題特別代表）と面会し、両国関係の発展方向など相互の関心事について意見交換を行った[9]。